# Vilna Poleana, Baștanka
Vilna Poleana (în ucraineană Вільна Поляна) este un sat în comuna Iermolivka din raionul Baștanka, regiunea Mîkolaiiv, Ucraina.

## Demografie
Componența lingvistică a localității Vilna Poleana
     Ucraineană (97,73%)
     Rusă (2,27%)
Conform recensământului din 2001, majoritatea populației localității Vilna Poleana era vorbitoare de ucraineană (97,73%), existând în minoritate și vorbitori de rusă (2,27%).